# Ován-tó
Az Ován-tó egy tó Iránban, Alamut régióban, az Alborz hegységben, mintegy 1800 méteres tengerszint feletti magasságban. Az Ován-tó a legnagyobb állóvíz Kazvin tartományban és egyben a tartomány egyik kedvelt idegenforgalmi látnivalója, amely a helyiek számára gazdasági előnyökkel is jár.

## Földrajz
A 7 hektáron elterülő és legmélyebb pontján 7,5 méter mély tavat az Ován-patak felgyűlő vize táplálja, illetve a tó alatt feltörő források vize. Nagyobb esőzések, illetve az esetenként méteres vastagságú hótakaró elolvadásakor a tó vízszintje jelentősen megemelkedhet. A tó teljes hossza 325 méter, míg szélessége 275 méter. A tóból egy kisebb öntözőcsatorna vezet Kushk és Ain települések felé. A tó kedvelt csónakázó és horgászhely. Ősszel olyan vándormadarak jelennek meg itt, mint például a hattyú, a vadludak, vagy éppen a különböző vadkacsák. Télen a befagyott tavon lehetővé válik a korcsolyázás.
A tóban élő halfajok a következők: pisztráng, ponty. A tó környékét nádasok és mocsarak borítják.

## Fordítás
Ez a szócikk részben vagy egészben  az   Ovan Lake című angol Wikipédia-szócikk ezen változatának fordításán alapul.  Az eredeti cikk szerkesztőit annak laptörténete sorolja fel. Ez a jelzés csupán a megfogalmazás eredetét és a szerzői jogokat jelzi, nem szolgál a cikkben szereplő információk forrásmegjelöléseként.